# Filóxeno de Citera
Filóxeno de Citera (ca. 435 a. C. — 380 a. C.) fue un poeta ditirámbico griego, famoso por su obra perdida Galatea (también llamada Cíclope), en la que presentaba por primera vez el amor frustrado del cíclope Polifemo por la nereida Galatea, tratado posteriormente por Teócrito, Ovidio y Luis de Góngora, entre otros. Se considera a Filóxeno un poeta muy renovador por su defensa de la «nueva música», un movimiento que revolucionó el género del ditirambo e influyó en los coros de Eurípides. 

## Vida
Filóxeno nació hacia el año 435 a. C. en la isla de Citera, al sudeste del Peloponeso. Cuando los atenienses tomaron la isla durante la guerra (en los años 426 - 410), fue conducido como esclavo a Atenas, donde el poeta ditirámbico Melanípides lo compró, lo educó y le dio la libertad. 
Filóxeno residió más tarde en Sicilia, en la corte del tirano Dionisio. Tenía este prohombre veleideades poéticas, que eran muy aplaudidas por los cortesanos. Filóxeno se negó a adular al tirano, porque consideraba que sus versos no tenían valor alguno. Además, trató de seducir a Galatea, una flautista de la corte por la que el tirano sentía cierto interés. Dionisio lo condenó por ello a realizar trabajos forzados en las latomías (canteras) de Siracusa. En ellas compuso el poeta su obra más conocida: el ditirambo Cíclope o Galatea.
Filóxeno logró escapar de Sicilia y viajó por Grecia, Italia y Asia, recitando sus ditirambos, y murió en Éfeso. 

## Poesía
Según la Suda, enciclopedia bizantina compilada en el siglo X, Filóxeno compuso veinticuatro ditirambos y un poema lírico sobre los descendientes de Éaco. Se le atribuyen también algunos nomos (himnos a Apolo). 
En sus manos, el ditirambo pasó a ser una suerte de ópera cómica, cuya música componía él mismo. Otra obra importante de Filóxeno es la llamada Deipnon («Cena»), probablemente una sátira del lujo de la corte siciliana. Ateneo nos ha conservado fragmentos de esta obra en su Banquete de los eruditos. 
Antífanes, poeta cómico ateniense, se refiere en una de sus obras a Filóxeno como «muy superior a todos los poetas, (...) un dios entre los hombres, conocedor de la verdadera música» (fr. 207 K.-A.). Alejandro Magno ordenó que le enviaran sus poemas cuando estaba de campaña en Asia. Los gramáticos alejandrinos le hicieron un sitio en su canon, y en la época de Polibio los jóvenes de la Arcadia solían aprender sus obras y representarlas una vez al año.

## Cíclope
Su obra maestra es Cíclope o Galatea, donde Filóxeno cuenta la historia del cíclope Polifemo mucho antes de su encuentro con Odiseo en la Odisea y su ceguera. Fue escrita para ser representada como un ditirambo, mezclando danzas y cánticos salvajes y eufóricos. Quizás Filóxeno fue el primer artista en representar a mujeres con intereses amorosos hacia los cíclopes. En este caso, el objeto de deseo de Polifemo es la bella nereida Galatea. Además, el Polifemo de Filóxeno no es un monstruo que habita en una cueva, tal y como aparece en la Odisea, sino que simula al mismo Odiseo al poseer debilidades, albergar crítica literaria y comprender a los demás.
Aunque la fecha de composición se desconoce, tuvo que ser escrita entre los años 406 a. C., cuando Dionisio I se convirtió en tirano de Siracusa y Filóxeno sirvió como poeta en su corte, y 388 a. C., cuando Aristófanes la parodia en su comedia Pluto, versos 290-231. La parodia de Aristófanes sugiere que se había representado recientemente la obra de Filóxeno en Atenas.
Las fuentes antiguas se contradicen sobre la inspiración que tuvo Filóxeno a la hora de componer el poema. Según un escolio del Idilio 6 de Teócrito, el historiador Duris de Samos (340-260 a. C.) comentó que existía un santuario dedicado a Galatea cerca del monte Etna construido por Polifemo, templo que fue visitado por Filóxeno y que le influyó para escribir el amor del cíclope hacia Galatea.
Sin embargo, según Fanias, probablemente la fuente más antigua, relata que la obra Cíclope de Filóxeno fue escrita mientras el poeta estuvo encarcelado en las canteras como bufón de la corte, donde, a modo de novela en clave, Filóxeno se venga del tirano Dionisio. Polifemo sería Dionisio (que, al parecer, era ciego, total o parcial, de un ojo) como el cíclope, el mismo Filóxeno sería Odiseo y la nereida Galatea sería la amante de Dionisio, la flautista de la corte que toca el aulos. Odiseo, que es aquí una máscara del poeta, seduce a Galatea.
Filóxeno muestra a un Polifemo tocando la cítara, una lira profesional que requería grandes habilidades. El hecho de que se muestre a un cíclope tocando un instrumento tan sofisticado y a la moda habría causado impresión al público, y quizás muestra una notable competición entre dos géneros líricos: el nomo (una representación musical primitiva de un poema) y el ditirambo. Por lo tanto, el personaje del cíclope en esta interpretación, no representaría a Dionisio I de Siracusa, sino quizás al músico de cítara Timoteo de Mileto.

### Parodia de Aristófanes
Da fe de la popularidad de la obra el hecho de que Aristófanes la parodie en su comedia Pluto (388 a. C.), versos 290-321. La parodia aristofánica cita también a Circe, por lo que es probable que Filóxeno compusiera también una obra sobre este personaje, en la que el coro estaría compuesto por los compañeros de Odiseo, convertidos en cerdos.

## Innovaciones
Según la obra Sobre la música, atribuida a Plutarco, Filóxeno introdujo monodias en los cantos corales (Ps.Plut. De musica 1142a; Aristoph. fr. 641 K.)